# Biały Klasztor
Biały Klasztor (ar. الداير شرم الأبيض, Deir al-Abiad) – klasztor Koptyjskiego Kościoła Ortodoksyjnego położony w pobliżu miasta Sauhadż w Egipcie.
Ośrodek monastyczny zawdzięczał swój rozkwit przede wszystkim Szenutemu z Atripe, choć jego założycielem był najprawdopodobniej jego wuj, Pdżol. Najlepiej zachowanym elementem całego zespołu architektonicznego jest kościół klasztorny, wybudowany ok. 455 r. Został on wzniesiony na planie prostokąta, z główną osią przebiegającą na linii wschód-zachód. Wnętrze ma postać trójnawowej bazyliki. Wejście zachodnie prowadziło do narteksu, z którego następnie przechodziło się do naosu. Ta główna część kościoła podzielona była dwoma szeregami kolumn na trzy nawy, przy czym środkowa była szersza od dwóch bocznych. Sanktuarium usytuowane było po stronie wschodniej, na poziomie nieco wyższym w porównaniu z naosem i posiadało postać trójkonchy. Absydy tworzące sanktuarium dekorowane były rzędami nisz rozdzielonych kolumienkami i przykryte półkopułami. Znajdują się tu również malowidła datowane na XII w., przedstawiające Chrystusa Pantokratora i Ewangelistów (w centralnej absydzie), Zaśnięcie Maryi (absyda północna) oraz krzyż wraz z postaciami Maryi i św. Jana (absyda południowa). Na północ od sanktuarium położona była klatka schodowa oraz pomieszczenie prawdopodobnie pełniące funkcję biblioteki. Natomiast w południowo-wschodniej części budynku znajdowało się baptysterium oraz podziemne pomieszczenie. Wzdłuż wschodniego boku kościoła ciągnie się podłużna sala o niejasnym przeznaczeniu, komunikująca się za pomocą drzwi z naosem. Kościół posiada dwa wejścia także na boku północnym oraz dodatkowe drzwi na ścianie zachodniej, wiodące do małego kwadratowego pomieszczenia. Głównym budulcem użytym do wzniesienia świątyni był biały wapień, rzadziej spotykany jest granit oraz cegła. Przy budowie wykorzystano także bloki pochodzące z dawnych świątyń pogańskich znajdujących się w okolicy.
Oprócz kościoła w obrębie zespołu architektonicznego znajdowały się także inne budynki, odsłaniane stopniowo w trakcie badań archeologicznych. Na zachód od bazyliki znajdował się refektarz, który miał formę prostokątnego pomieszczenia z czterema kolumnami wewnątrz. Odnaleziono również pozostałości piętrowego budynku pełniącego prawdopodobnie funkcje mieszkalne i magazynowe, latryny oraz muru otaczającego cały klasztor. Budynki te były wzniesione głównie z cegły mułowej.
Pierwsi podróżnicy europejscy odwiedzali to miejsce już od XVII w. Od XIX stulecia było ono coraz częściej wzmiankowane przez autorów, a pierwsze wykopaliska zostały podjęte w 1908 r. przez Williama Petriego. Kolejne badania rozpoczęto dopiero w latach 80. XX w. Uczestniczyli w nich badacze z Niemieckiego Instytutu Archeologicznego, a także Minnesota University. 
W pobliżu Sohag, ok. 5 km na północny zachód od Deir al-Abiad, znajdował się również inny ośrodek monastyczny określany jako Czerwony Klasztor.

## Rękopisy pochodzące z Białego Klasztoru
- Kodeks Borgiański
- Kodeks 070